# Malonne
Malonne (Nederlands: Maeslangen) is een plaats in Franstalig België en sinds 1 januari  1977 een deelgemeente van de stad Namen. De plaats ligt 6 kilometer ten zuidwesten van de Waalse hoofdstad.
De oude kern – le fond de Malonne – doorsnijdt een nauwe vallei die haaks uitkomt op de Samber en die doorstroomd wordt door de beek Le Landoir. Het zuidelijke deel kent een grote oppervlakte en grenst aan Wépion in het westen, Profondeville in het zuiden, Fosses-la-Ville in het oosten en Floreffe (Buzet) in het noordoosten. Het is verdeeld in niet minder dan 52 gehuchten, die samen 187 buurtschappen tellen, waarvan 132 zeer oude. Al vanaf circa 1200 worden er door die gehuchten processies gehouden, die als een pelgrimage gelden. 

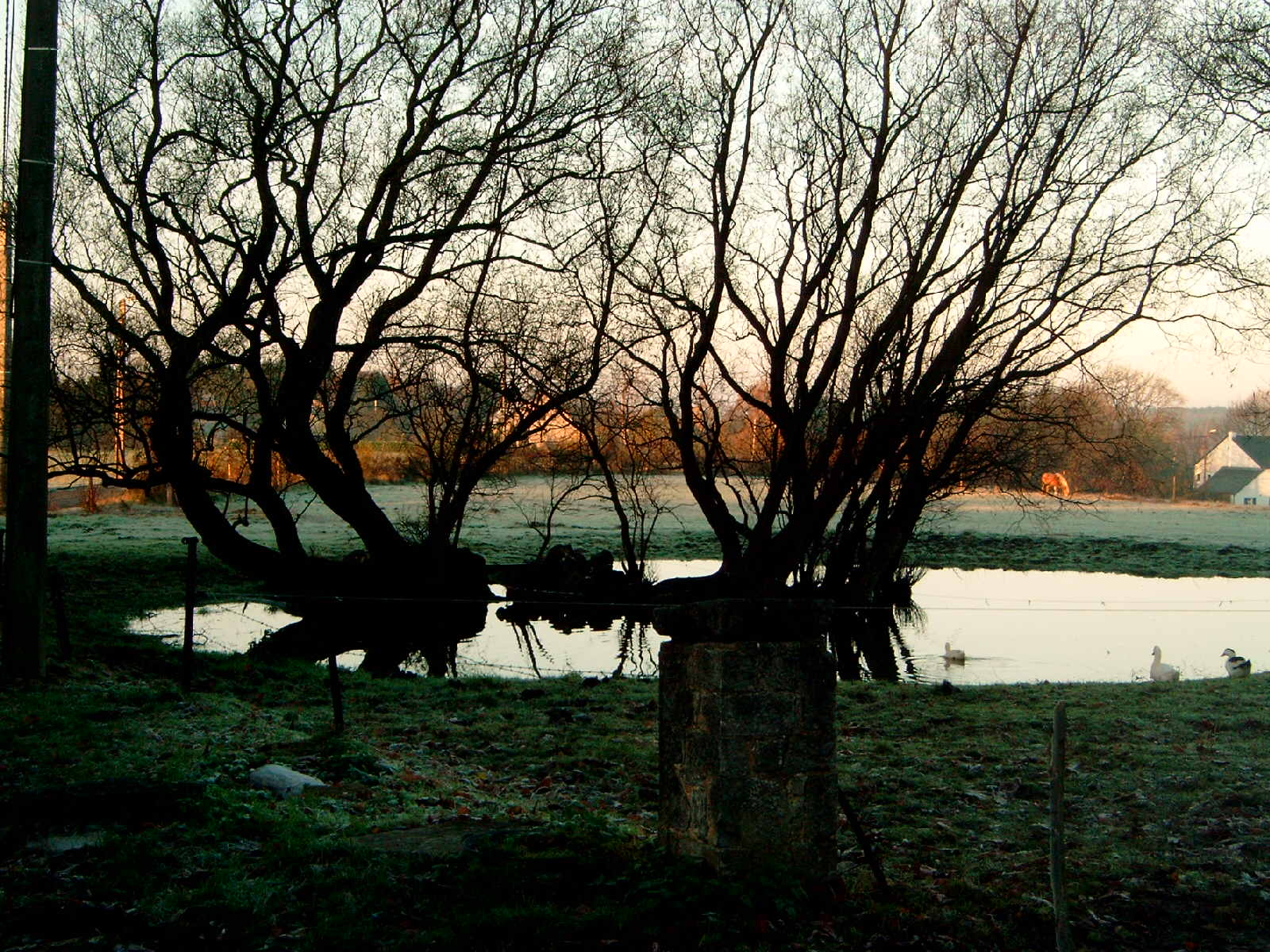
Reumont, gehucht van Malonne

## Geschiedenis
Op het grondgebied van Malonne zijn verschillende belangrijke oudheidkundige vondsten gedaan. Zo werd er een skelet gevonden uit 8400-8135 v.Chr., dat nu bekendstaat als “de mens van Petit-Ry”. In het gehucht Reumont zijn opgravingen verricht naar een Gallo-Romeinse villa uit de 1e tot 4e eeuw na Chr. In Gros-Buisson werd een Gallo-Romeins kerkhof uit de 2e eeuw na Chr. gevonden. Uit de 3e eeuw stamt een vondst die onder archeologen nu bekendstaat als “de schat van de Marlagne”.
Ten tijde van het ancien régime was Malonne een Luikse enclave binnen het graafschap Namen.

## Demografische ontwikkeling
- Bronnen:NIS, Opm:1831 tot en met 1970=volkstellingen, 1976= inwonersaantal op 31 december

## Abdij

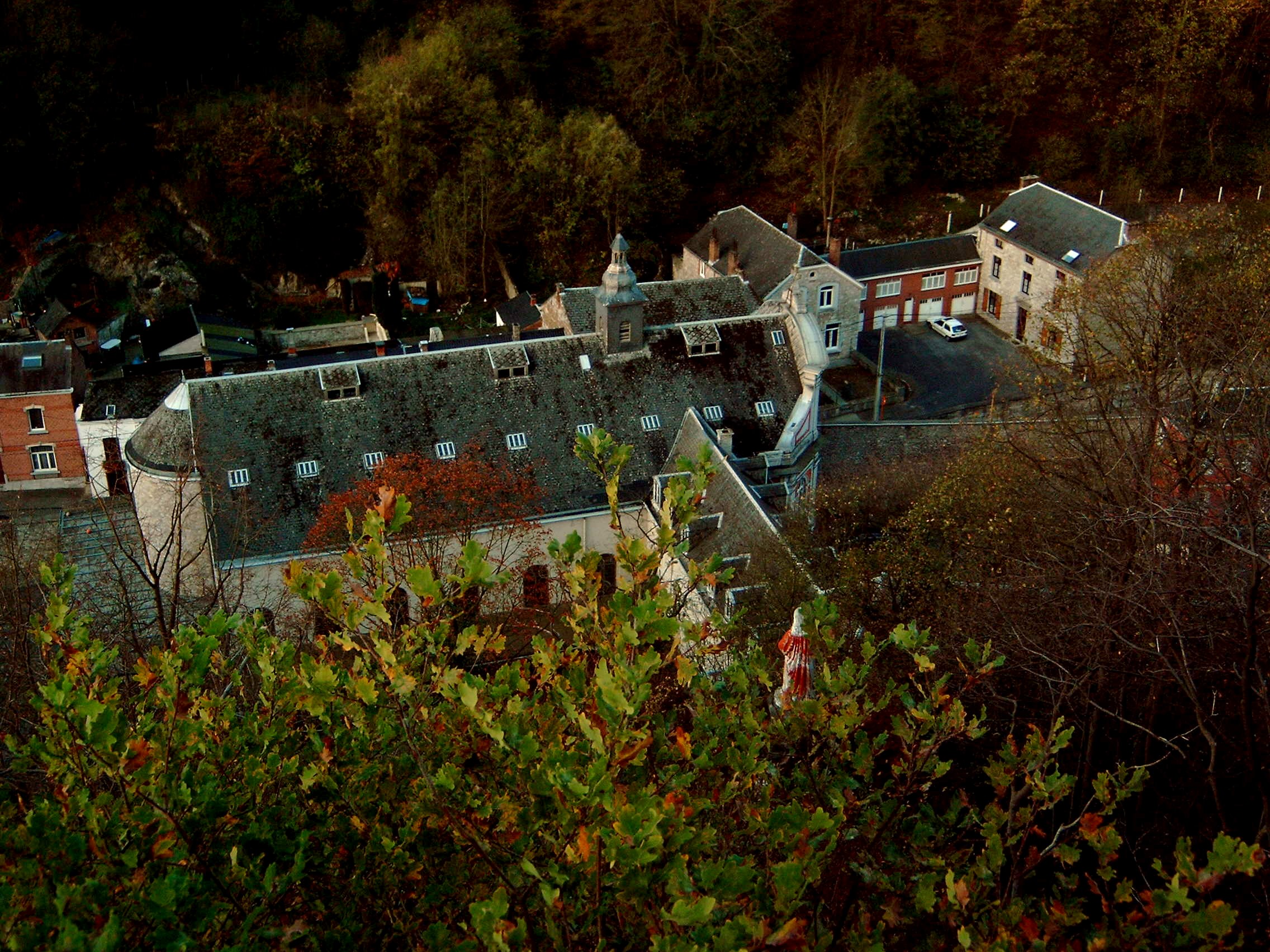
De kerk van Saint-Berthuin in de smalle vallei van het oude Malonne

De abdij van Malonne werd gesticht rond 651 door Sint-Bertuinus (Frans: Saint-Berthuin), een Angelsaksische monnik. De Benedictijner monnik stierf in Malonne in 698. In de 9e eeuw werd een tweede kerk gebouwd en in 1193 vond de inwijding van een derde, Romaanse kerk plaats. De monniken kozen de regel van Sint-Augustinus in 1147.

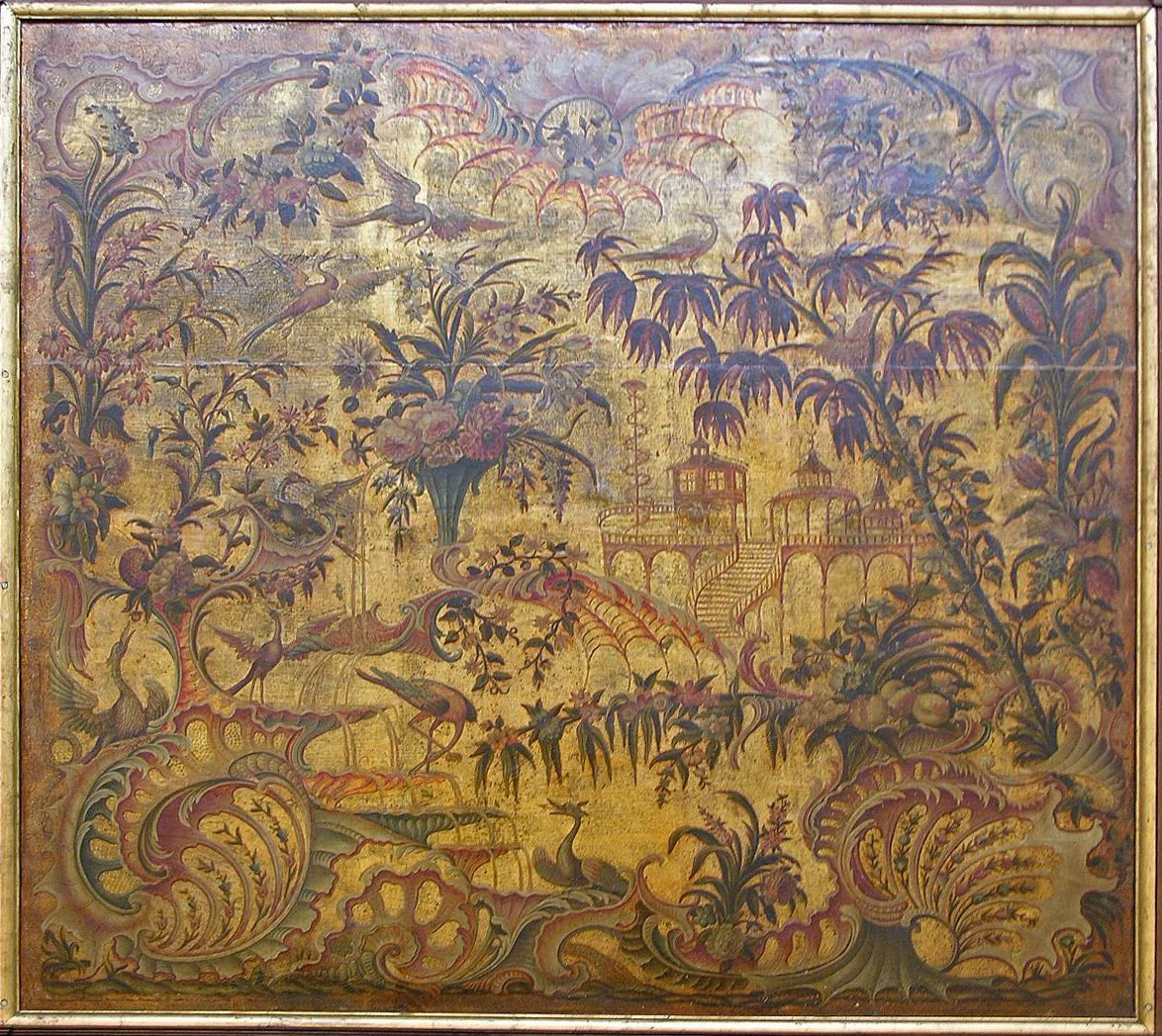
Een van de panelen met goudleer, afkomstig uit de manufactuur van Cornelis 't Kindt (Brussel), ca 1765

In 1841 werden de abdijgebouwen overgenomen door de Broeders van de Christelijke Scholen. Vandaag zijn de abdijgebouwen getransformeerd tot het complex schoolgebouwen dat bekendstaat als Saint-Berthuin. Tot 2001 heeft dit complex een groot internaat gekend, waar veel Vlamingen een tijd hebben doorgebracht. Velen uit de Vlaamse intelligentsia, de politiek en het bestuursleven zijn hier perfect tweetalig geworden. In de voormalige abdijkerk, daterend uit de 18e eeuw, wordt het reliekschrijn van Saint-Berthuin bewaard. De kerk fungeert nu als parochiekerk. Er zijn schilderingen op Córdoba-leder te bezichtigen. Zie ook Goudleer.

## Bier
Sinds de stichting van de abdij nam ook de traditie van het brouwen van abdijbier een aanvang. Het huidige abdijbier Abbaye de Malonne (brune en blonde) wordt gebrouwen door brouwerij Lefevbre in het Waals-Brabantse dorpje Quenast. De blonde en bruine varianten Bière de Malonne en de Gribousine Malonne komen dan weer van de 'Brasserie de Malonne'.

## Heilige
Malonne is ook een bedevaartsoord voor de ‘altijd biddende’ broeder Mutien-Marie Wiaux (Louis Joseph Wiaux), die leefde van 1841 tot 1917 en heilig werd verklaard in 1989. Hij is begraven in een kapel, grenzend aan het complex van Saint-Berthuin.
Al sinds circa 1830 kent Malonne een gilde van zouaven, de Compagnie Saint-Berthuin des Zouaves de Malonne, die deelnemen aan alle processies. Met Pinksteren trekken zij traditiegetrouw door de straten.

## Fort de Malonne
Het Fort van Malonne is een verdedigingswerk, dat deel uitmaakte van de versterkte positie van Namen tussen 1870 en 1914. Het is gelegen in het bos van Vecquée ten noordoosten van de plaats op de heuvelrug langs de Samber. Vooral in de winter is het verdedigingswerk cruciaal voor de overwintering van verschillende soorten vleermuizen, waaronder de grootoorvleermuis (plecotus) en de vale vleermuis (myotis myotis); het gebied is daarom tot beschermd natuurgebied verklaard.

## Trivia
- Malonne heeft een camping "Les Trieux", nabij het Fort de Malonne gelegen.